# Gruzja na Letnich Igrzyskach Olimpijskich 2024
Gruzja na Letnich Igrzyskach Olimpijskich 2024 – występ kadry sportowców reprezentujących Gruzję na igrzyskach olimpijskich, które odbyły się w Paryżu we Francji, w dniach 26 lipca – 11 sierpnia 2024.
Reprezentacja Gruzji liczyła dwadzieścioro ośmioro zawodników – siedem kobiet i dwudziestu jeden mężczyzn, którzy wystąpili w 9 dyscyplinach.
Był to ósmy start Gruzji na letnich igrzyskach olimpijskich.

## Zdobyte medale
Gruzini zdobyli siedem medali – 3 złote, 3 srebrne i 1 brązowy w 4 dyscyplinach. Najwięcej medali zdobyli judocy – 1 złoty i 2 srebrne. Wszystkie medale były zasługą mężczyzn.
Był to najlepszy wynik w dotychczasowej historii startów tego państwa na letnich igrzyskach olimpijskich i poprawienie wyniku z dotychczas najlepszych igrzysk w Pekinie w 2008.
| Data        | Medal  | Zawodnik           | Dyscyplina           | Konkurencja                                 |
| ----------- | ------ | ------------------ | -------------------- | ------------------------------------------- |
| 30 lipca    | Srebro | Tato Grigalaszwili | Judo                 | kategoria do 81 kg (m)                      |
| 31 lipca    | Złoto  | Lasza Bekauri      | Judo                 | kategoria do 90 kg (m)                      |
| 1 sierpnia  | Srebro | Ilia Sulamanidze   | Judo                 | kategoria do 100 kg (m)                     |
| 4 sierpnia  | Brąz   | Lasza Guruli       | Boks                 | kategoria do 63,5 kg (m)                    |
| 10 sierpnia | Złoto  | Geno Petriaszwili  | Zapasy               | kategoria do 125 kg mężczyzn w stylu wolnym |
| 11 sierpnia | Złoto  | Lasza Talachadze   | Podnoszenie ciężarów | kategoria powyżej 102 kg (m)                |
| 11 sierpnia | Srebro | Giwi Maczaraszwili | Zapasy               | kategoria do 97 kg mężczyzn w stylu wolnym  |

## Reprezentanci

### Boks
| Zawodnik              | Konkurencja  | 1/16             | 1/8              | Ćwierćfinał       | Półfinał         | Finał            | Finał   | Źródło |
| Zawodnik              | Konkurencja  | Przeciwnik Wynik | Przeciwnik Wynik | Przeciwnik Wynik  | Przeciwnik Wynik | Przeciwnik Wynik | Miejsce | Źródło |
| --------------------- | ------------ | ---------------- | ---------------- | ----------------- | ---------------- | ---------------- | ------- | ------ |
| Lasza Guruli          | -63,5 kg (m) | BYE              | Hasanov W 5–0    | Bazarbayuly W 3–2 | Álvarez P 0–5    | NQ               | brąz    | [ 1 ]  |
| Georgii Kushitashvili | -92 kg (m)   | —                | Boltajew P 2–3   | NQ                | NQ               | NQ               | NQ      | [ 2 ]  |

### Gimnastyka
Skoki na trampolinie
| Zawodnik      | Konkurencja | Eliminacje | Eliminacje | Finał  | Finał   | Źródło |
| Zawodnik      | Konkurencja | Punkty     | Pozycja    | Punkty | Pozycja | Źródło |
| ------------- | ----------- | ---------- | ---------- | ------ | ------- | ------ |
| Luba Golowina | kobiety     | 53.620     | 11.        | NQ     | NQ      | [ 3 ]  |

### Judo
| Zawodnik | Konkurencja      | 1/16             | 1/8                  | Ćwierćfinał           | Półfinał               | Repasaże           | Finał / 3. miejsce | Finał / 3. miejsce | Źródła |
| Zawodnik | Konkurencja      | Przeciwnik Wynik | Przeciwnik Wynik     | Przeciwnik Wynik      | Przeciwnik Wynik       | Przeciwnik Wynik   | Przeciwnik Wynik   | Pozycja            | Źródła |
| --- | ---------------- | ---------------- | -------------------- | --------------------- | ---------------------- | ------------------ | ------------------ | ------------------ | ------ |
| Eter Askilashvili | -63 kg (k)       | Leški P 00–10    | NQ                   | NQ                    | NQ                     | NQ                 | NQ                 | NQ                 | [ 4 ]  |
| Lasza Bekauri | -90 kg (m)       | BYE              | Iwanow W 01–00       | Han W 10–00           | Mosakhlishvili W 10–00 | —                  | Murao W 10–01      | złoto              | [ 5 ]  |
| Tato Grigalaszwili | -81 kg (m)       | Latisev W 10–00  | Borchashvili W 01–00 | Machmadbiekow W 01–00 | Lee W 01–00            | —                  | Nagase P 00–11     | srebro             | [ 6 ]  |
| Eteri Liparteliani | -57 kg (k)       | Nairne W 10–00   | Aminova W 01–00      | Silva P 00–10         | NQ                     | Enkhriilen W 10–00 | Cysique P 00–11    | 5.                 | [ 7 ]  |
| Waża Margwelaszwili | -66 kg (m)       | BYE              | Khyar P 00–10        | NQ                    | NQ                     | NQ                 | NQ                 | NQ                 | [ 8 ]  |
| Giorgi Sardalashvili | -60 kg (m)       | BYE              | Wolczak W 11–00      | Yıldız P 00–01        | NQ                     | Kim W 10–00        | Garrigós P 00–01   | 5                  | [ 9 ]  |
| Lasza Szawdatuaszwili | -73 kg (m)       | Gaba P 00–10     | NQ                   | NQ                    | NQ                     | NQ                 | NQ                 | NQ                 | [ 10 ] |
| Sophio Somkhishvili | +78 kg (k)       | Lucht W 10–00    | Dicko P 00–10        | NQ                    | NQ                     | NQ                 | NQ                 | NQ                 | [ 11 ] |
| Ilia Sulamanidze | -100 kg (m)      | BYE              | Pirelli W 10–00      | Wolf W 01–00          | Eich W 10–00           | —                  | Kocojew P 01–10    | srebro             | [ 12 ] |
| Guram Tusziszwili | +100 kg (m)      | BYE              | Ndiaye W 10–00       | Riner P 00–10         | NQ                     | Yusupov P DSQ      | NQ                 | 7.                 | [ 13 ] |
| Giorgi Sardalashvili Waża Margwelaszwili Lasza Szawdatuaszwili Tato Grigalaszwili Lasza Bekauri Ilia Sulamanidze Guram Tusziszwili Eteri Liparteliani Eter Askilashvili Sophio Somkhishvili | zawody drużynowe | BYE              | Włochy · P 3–4       | NQ                    | NQ                     | NQ                 | NQ                 | NQ                 | [ 14 ] |

### Lekkoatletyka
| Zawodnik         | Konkurencja       | Runda 1 | Runda 1 | Runda 2 | Runda 2 | Półfinał | Półfinał | Finał | Finał   | Źródło |
| Zawodnik         | Konkurencja       | Wynik   | Miejsce | Wynik   | Miejsce | Wynik    | Miejsce  | Wynik | Miejsce | Źródło |
| ---------------- | ----------------- | ------- | ------- | ------- | ------- | -------- | -------- | ----- | ------- | ------ |
| Lika Kharchilava | bieg na 100 m (k) | 12.37   | 20.     | NQ      | NQ      | NQ       | NQ       | NQ    | NQ      | [ 15 ] |

### Pływanie
| Zawodnik       | Konkurencja               | Eliminacje | Eliminacje | Półfinał | Półfinał | Finał | Finał | Źródło |
| Zawodnik       | Konkurencja               | Czas       | Poz.       | Czas     | Poz.     | Czas  | Poz.  | Źródło |
| -------------- | ------------------------- | ---------- | ---------- | -------- | -------- | ----- | ----- | ------ |
| Ana Nizharadze | 100 m st. motylkowym (k)  | 1:02.85    | 28.        | NQ       | NQ       | NQ    | NQ    | [ 16 ] |
| Noe Pantskhava | 100 m st. grzbietowym (m) | 56.46      | 41.        | NQ       | NQ       | NQ    | NQ    | [ 17 ] |

### Podnoszenie ciężarów
| Zawodnik          | Konkurencja | Rwanie | Rwanie  | Podrzut | Podrzut | Razem  | Pozycja | Źródło |
| Zawodnik          | Konkurencja | Wynik  | Pozycja | Wynik   | Pozycja | Razem  | Pozycja | Źródło |
| ----------------- | ----------- | ------ | ------- | ------- | ------- | ------ | ------- | ------ |
| Irakli Chkheidze  | -102 kg (m) | 179 kg | 7.      | 214 kg  | 4.      | 393 kg | 5.      | [ 18 ] |
| Szota Miszwelidze | -61 kg (m)  | 121 kg | 6.      | 135 kg  | 6.      | 256 kg | 6.      | [ 19 ] |
| Lasza Talachadze  | +102 kg (m) | 215 kg | 2.      | 255 kg  | 1.      | 470 kg | złoto   | [ 20 ] |

### Strzelectwo
| Zawodnik        | Konkurencja                     | Kwalifikacje | Kwalifikacje | Finał | Finał   | Źródło |
| Zawodnik        | Konkurencja                     | Wynik        | Pozycja      | Wynik | Pozycja | Źródło |
| --------------- | ------------------------------- | ------------ | ------------ | ----- | ------- | ------ |
| Nino Salukwadze | pistolet pneumatyczny, 10 m (k) | 562          | 38.          | NQ    | NQ      | [ 21 ] |
| Nino Salukwadze | pistolet sportowy, 25 m (k)     | 563          | 40.          | NQ    | NQ      | [ 21 ] |

### Szermierka
| Zawodnik       | Konkurencja | 1/32             | 1/16             | 1/8              | Ćwierćfinały     | Półfinały        | Finał/o 3. miejsce | Finał/o 3. miejsce | Źródło |
| Zawodnik       | Konkurencja | Przeciwnik Wynik | Przeciwnik Wynik | Przeciwnik Wynik | Przeciwnik Wynik | Przeciwnik Wynik | Przeciwnik Wynik   | Pozycja            | Źródło |
| -------------- | ----------- | ---------------- | ---------------- | ---------------- | ---------------- | ---------------- | ------------------ | ------------------ | ------ |
| Sandro Bazadze | szabla (m)  | BYE              | Zea W 15–6       | Amer P 14–15     | NQ               | NQ               | NQ                 | NQ                 | [ 22 ] |

### Zapasy
| Zawodnik               | Konkurencja              | 1/8 finału             | Ćwierćfinał          | Półfinał                 | Repesaż             | Finał              | Finał   | Źródło |
| Zawodnik               | Konkurencja              | Przeciwnik Wynik       | Przeciwnik Wynik     | Przeciwnik Wynik         | Przeciwnik Wynik    | Przeciwnik Wynik   | Pozycja | Źródło |
| ---------------------- | ------------------------ | ---------------------- | -------------------- | ------------------------ | ------------------- | ------------------ | ------- | ------ |
| Goderdzi Dzebisashvili | -65 kg st. wolny (m)     | Tewanian P 0–11ST      | NQ                   | NQ                       | NQ                  | NQ                 | NQ      | [ 23 ] |
| Wladimeri Gamkrelidze  | -86 kg st. wolny (m)     | Szapijew P 1–5PP       | NQ                   | NQ                       | NQ                  | NQ                 | NQ      | [ 24 ] |
| Lasza Gobadze          | -87 kg st. klasyczny (m) | Sid Azara W 2–1 PP     | Nowikow P 3–8 PP     | NQ                       | Bisultanov P 0–6 PO | NQ                 | NQ      | [ 25 ] |
| Robert Kobliaszwili    | -97 kg st. klasyczny (m) | Chasłachanow P 1–9 SP  | NQ                   | NQ                       | NQ                  | NQ                 | NQ      | [ 26 ] |
| Giwi Maczaraszwili     | -97 kg st. wolny (m)     | De Lange W 12–2 SP     | Mchedlidze W 11–0 ST | Magomiedow W 5–0 PO      | —                   | Tażudinow P 0–2 VT | srebro  | [ 27 ] |
| Geno Petriaszwili      | -125 kg st. wolny (m)    | Chocianiwski W 11–0 ST | Baran W 9–2 PP       | Meszwildiszwili W 7–0 PO | —                   | Zare W 10–9 PP     | złoto   | [ 28 ] |
| Ramaz Zoidze           | -67 kg st. klasyczny (m) | Ismaiłow P 1–12 SP     | NQ                   | NQ                       | NQ                  | NQ                 | NQ      | [ 29 ] |